# Leopoldo Bard
Leopoldo Bard (Buenos Aires, 1886 – Buenos Aires, 1973) è stato un medico, politico e dirigente sportivo argentino, presidente del Club Atlético River Plate dal 1901 al 1908.

## Biografia
Bard si formò nella capitale federale argentina, ove svolse gli studi e si laureò in Medicina, nella cui facoltà era entrato nel 1902. Nel 1905 lavorò nell'Hospital Muñiz, dove rimarrà per svariati anni a seguire. Nel 1901 fu tra i fondatori del River Plate, dando vita alla società il 25 maggio assieme ad alcuni amici. Entrò a far parte, dal 1903 al 1905, anche della rosa dei giocatori del River, giocando quella stagione nella squadra con il ruolo di centrocampista. Insieme a Livio Ratto, un altro dei fondatori del River, organizzò il primo campo da gioco del club, situato nella zona della Dársena Sur; terminato il suo incarico come presidente, nel 1912 fu vicepresidente. Bard fu anche attivo politicamente: sostenitore di Hipólito Yrigoyen fin dal principio, dal 1922 fino al 1930 fu uomo di spicco dell'ala radicale dei deputati argentini. Con il colpo di Stato di José Félix Uriburu, avvenuto il 6 settembre 1930, Bard fu imprigionato e sottoposto a torture per via delle sue idee progressiste. Fu inizialmente rinchiuso in carcere dal 9 settembre al 13 ottobre; rilasciato, fu nuovamente arrestato il 10 dicembre e fu rilasciato il 22 febbraio 1932, dopo essere stato assolto in tribunale. In seguito fu prolifico scrittore di diversi articoli medici, più di 450, e nel 1947 ricoprì un incarico amministrativo durante il governo Perón.